# Grindsted (Jutlandia Północna)
Grindsted – miasto w Danii, w regionie Jutlandia Północna, w gminie Aalborg.